# 동아시아 경기 대회

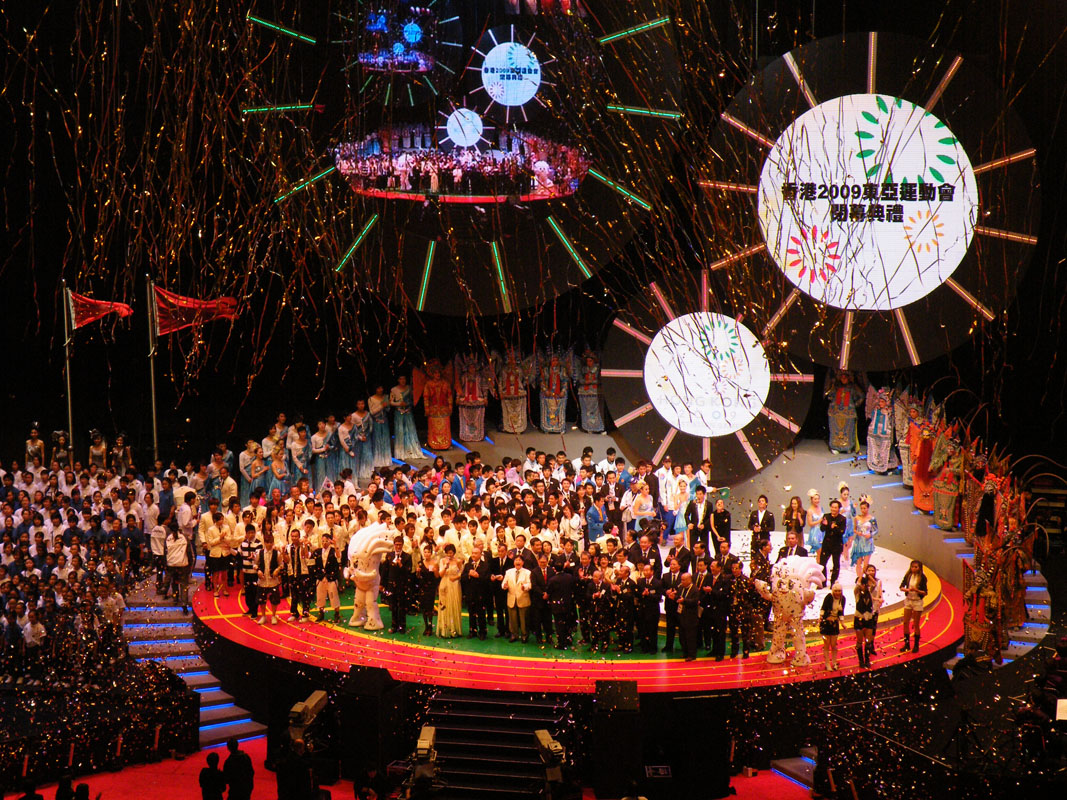

동아시아 경기 대회(영어: East Asian Games)는 동아시아 국가들의 단합을 도모하기 위하여 개최했던 대회로 동아시안 게임이라고도 한다. 동아시아 경기 대회 연맹(EAGA)에서 운영했으며 1993년 첫 대회가 개최되었고 2013년 대회를 끝으로 폐지된 뒤 2019년부터는 동아시아 청소년 경기 대회를 개최하기로 결정한다.

## 참가국
- 괌
- 대한민국
- 마카오
- 몽골
- 일본
- 북한
- 중국
- 대만
- 홍콩

### 이전 참가국
- 카자흐스탄

## 개최지
| 동아시아 경기 대회 | 동아시아 경기 대회 | 동아시아 경기 대회 | 동아시아 경기 대회 |
| ------------------ | ------------------ | ------------------ | ------------------ |
| 연도               | 회                 | 도시               | 나라               |
| 1993년             | 1                  | 상하이             | 중화인민공화국     |
| 1997년             | 2                  | 부산               | 대한민국           |
| 2001년             | 3                  | 오사카             | 일본               |
| 2005년             | 4                  | 마카오             | 마카오             |
| 2009년             | 5                  | 홍콩               | 홍콩               |
| 2013년             | 6                  | 톈진               | 중화인민공화국     |
| 2017년             | 7                  | 취소됨             | 취소됨             |

- 제2회 동아시아 경기 대회는 본래 1995년 9월 북한 평양에서 개최될 예정이었으나 1994년 8월 한반도 정세의 불안을 이유로 개최권을 반납하였다.[1]

## 같이 보기
- 동아시아 경기 대회 축구
- 동아시아 경기 대회 농구
- 동아시아 경기 대회 야구
- 동아시아 청소년 경기 대회